# Ibrahim Ikililou
Ibrahim Ikililou (Aledjo-Koura (Benin), 1 juli 1993) is een in  Benin geboren Nederlandse voetballer. Hij kwam via de jeugd van Willem II en FC Zwolle in de selectie van eredivisieclub PEC Zwolle, waar hij twee seizoenen op de bank gezeten heeft. Hierna was hij als amateurvoetballer nog succesvol bij de roemruchtige SC Hoge Vucht en VV PCP.

## Levensloop
Ikililou is geboren en getogen in Benin, een land geteisterd door etnische twisten. Zijn vader, een dokter, vond het niet langer veilig voor hem en zijn zus nadat hun moeder was overleden en stuurde hen op een vliegtuig naar Nederland, waar een tante woonde. Zijn vader werd kort daarna vermoord.

### Jeugd in Nederland
Na aankomst in Nederland doorliep Ikililou verschillende asielzoekerscentra. Hij begon met voetbal op negenjarige leeftijd bij FC Dauwendaele. Door verhuizingen heeft hij nog voor RSC Alliance gespeeld voordat hij in Breda terechtkwam. Hij was dertien toen hij daar bij VV PCP begon. Zijn talent werd er herkend, eerst door VV Baronie, daarna door de jeugdopleiding van Willem II. Daar leerde hij naar eigen zeggen Virgil van Dijk en Jürgen Locadia kennen.
Vervolgens kwam hij  in Kampen in een pleeggezin. Zijn pleegvader had connecties bij PEC Zwolle. Daar werd Ikililou direct aangenomen, omdat hij indruk had gemaakt tijdens een eerdere stage bij Willem II, waar hij zes doelpunten in een oefenwedstrijd had gemaakt. Bij de jeugd van PEC Zwolle speelde hij in totaal 23 wedstrijden in de belofte-divisies, waarin hij drie doelpunten maakte.

### Seniorenvoetbal
Ikililou maakte vanaf 2012 deel uit van de selectie bij de profs van PEC Zwolle, dat toen net naar de eredivisie was gepromoveerd. Hij debuteerde er in een oefenduel tegen PAOK Thessaloniki, waarin hij scoorde (67'). PEC verloor deze wedstrijd echter met 4-1. In officiële wedstrijden kwam hij niet aan de bak. Hij mocht het bij een andere profclub proberen, maar koos voor zekerheid: zijn studie en zijn gezin. Ikililou heeft dus nooit in de eredivisie kunnen spelen, dit in tegenstelling tot zijn leeftijdsgenoten Mustafa Saymak en Jesper Drost.
Hij keerde terug naar Brabant waar hij studeerde aan de TU Eindhoven. Hij voetbalde nog kort bij VV Baronie, maar stopte in 2016 toen de club degradeerde en hij minder speeltijd kreeg. Hij is toen even de atletiek ingegaan.
In 2017 vond hij het plezier in het voetbal terug bij vijfdeklasser SC Hoge Vucht. Daar werd hij topscorer met onder meer een dubbele hattrick. In 2018 won hij er de Zilveren Schoen voor topscorer van het West-Brabantse amateurvoetbal, een voetbalaward uitgereikt door BN DeStem. Hij raakte er ook betrokken bij een van de vele incidenten die zijn team destijds parten speelden. Toen een wedstrijd tegen Right-Oh uit Geertruidenberg uit de hand liep, trapte Ikililou uit boosheid een schuifdeurruit in en liep daarbij een slagaderlijke bloeding op, waaraan geopereerd moest worden.  De vele incidenten waarin het team van Hoge Vucht betrokken was leidde ertoe dat de club in 2019 uit de competitie genomen werd.
Ikililou ging weer bij VV PCP spelen en later nog bij RFC. Toen RFC op zaterdagen ging voetballen, moest hij vanwege zijn rol als leider van het team van zijn zoontje in 2022 overstappen naar VV Be-Ready. In die periode behaalde hij zijn bachelordiploma aan de TU Eindhoven.

## Erkenningen
- 2013: Ikililou heeft een eigen plek in de Eredivisie Ultimate Team van het FIFA 14-voetbalsimulatiespel[18]
- 2018: Zilveren Schoen, uitgereikt door BN DeStem VoetbalAwards [10][11][12]